# Tecoh, Yucatán
Tecoh là một đô thị thuộc bang Yucatán, México. Năm 2005, dân số của đô thị này là 15438 người.